# Bergvik Skog
Bergvik Skog AB er en af Sveriges største skovejende virksomheder med hovedkontor i Falun. Virksomheden ejer skov med et areal på omkring 2,9 millioner hektar i Sverige og 100.000 hektar i Letland.
Bergvik Skog AB koncernen blev etableret den 25. marts 2004 i forbindelse med at Bergvik Skog erhvervede al den skov som Stora Enso og Korsnäs AB tidligere ejede i Sverige. Dette udgjorde i alt 1.542.000 hektar produktivt skovbrug fra Stora Enso og 321.000 hektar fra Korsnäs. Bergvik erhvervede samtidig to skovplanteskoler fra Stora Enso og én fra Korsnäs.
Bergvik Skog AB har indgået langsigtede aftaler med Stora Enso og Korsnäs AB når det kommer til salg af avseende försäljning av træfældningsrettigheder. Bergvik har også indgået aftaler om køb af tjenester fra Stora Enso og Korsnäs AB.